# مسابقات جهانی تنیس روی میز ۱۹۳۹
مسابقات جهانی تنیس روی میز ۱۹۳۹ (انگلیسی: 1939 World Table Tennis Championships) سیزدهمین دوره مسابقات جهانی تنیس روی میز است که در شهر قاهره، مصر برگزار شده است.
این مسابقات از ۶ تا ۱۱ مارس ۱۹۳۹ در دو بخش تیمی و انفرادی انجام شده است.